# 삼태성

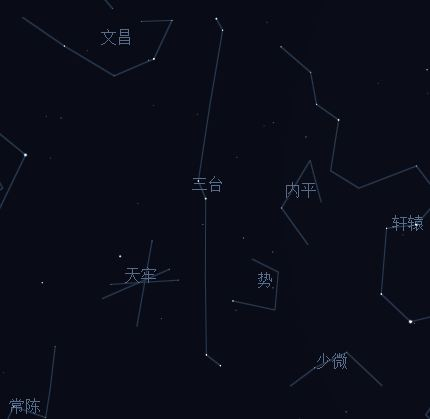
삼태성

삼태성(三台星)은 북두칠성의 국자 모양으로 물을 담는 쪽을 바라보는 길게 비스듬히 늘어선 세 쌍의 별이다. 서양의 큰곰자리의 발바닥 부근에 해당된다. 태미원에 속하는 별자리이다.

## 참고 문헌
- 이순지, 《천문류초》, 서운관, 1440년대
- 〈천상열차분야지도〉, 1395년 12월 (양력 1396년 1월)
- 안상현, 2000, 우리가 정말 알아야할 우리별자리 (서울:현암사)